# Pałac w Czarnym Lesie
Pałac w Czarnym Lesie – pałac w miejscowości Czarny Las w powiecie lublinieckim wzniesiony przez Ferdinanda Zieglera na przełomie XIX i XX wieku.

## Historia
Przed 1886 rokiem posiadłość Helenenthal nabył Ferdinand Ziegler, kupiec z Wrocławia. Na jego zlecenie na przełomie XIX i XX wieku wzniesiono tu rezydencję. W 1902 roku jako właściciel majątku Helenenthal wzmiankowany był G. Hoffmeister. W jego imieniu gospodarstwem zarządzał inspektor Bytomski. Przed 1905 rokiem dobra wróciły w ręce Ferdynanda Zieglera. Do kupca z Wrocławia należały przynajmniej do 1912 roku.
Przed 1917 rokiem kolejnym właścicielem Czarnego Lasu został Kazimierz Niegolewski z Kamienia. Znany polityk zaangażowany po stronie polskiej w okresie powstań śląskich w 1922 roku został pierwszym starostą powiatu lublinieckiego w II Rzeczypospolitej. W latach 1918–1922 często zdarzały się w Czarnym Lesie rewizje w domach polskich działaczy. Pałac wykorzystywany był wówczas do ukrywania broni przeznaczonej do działalności dywersyjnej prowadzonej przez powstańców oraz do ukrywania osób poszukiwanych na terenie Prus za działalność antypaństwową. W Czarnym Lesie Wojciech Korfanty, aby wpłynąć na Komisję Sojuszniczą, która nie potrafiła stworzyć jednolitego projektu podziału Górnego Śląska, podpisał odezwę nawołującą Górnoślązaków do zbrojnego powstania. Należy przypuszczać, bo źródła historyczne o tym nie wspominają, że sam właściciel pałacu uczestniczył w spotkaniu jako kierownik wydziału rolnego Polskiego Komisariatu Plebiscytowego. W czasie III powstania śląskiego właścicielka, żona Kazimierza, Wiktoria Niegolewska, zorganizowała w pałacu szpital dla powstańców, którymi się zajmowała. Później planowała stworzenie domu wypoczynkowego dla inwalidów po powstaniach śląskich, przekazała na ten cel część swojego majątku, ale z powodu braku środków nie udało się zrealizować tego planu. Wcześniej, w 1920, otworzyła w pałacu prywatną polską szkołę dla 40 dzieci z okolicy. Wówczas była to jedna polska szkoła na Górnym Śląsku. Opiekę sprawował Związek Nauczycielstwa Górnoślązaków, a szkoła, mimo nacisków ze strony władz niemieckich, przetrwała do czasu włączenia tych terenów do Polski po plebiscycie.
Kazimierz Niegolewski dokonał zasadniczej modernizacji i przebudowy pałacu według projektu Rogera Sławskiego. Angażując się w działalność polityczną, zaniedbał majątek, co spowodowało jego zadłużenie i utratę w 1922 roku. Przeszedł on na własność Józefa Jeziorańskiego z Katowic. Rok później posiadłość nabył Maciej Rogowski z Warszawy. W latach 30. XX wieku podarował majątek swojemu krewnemu Romanowi Rogowskiemu. W 1938 roku Roman Rogowski sprzedał posiadłość Przedsiębiorstwu Osadniczemu „Ślązak” z Katowic, które doprowadziło do jego parcelacji. Rezydencję w Czarnym Lesie wraz z pozostałością dóbr rycerskich wynoszącą zaledwie 29,65ha nabyła rodzina Wojtaszków. Cztery lata później, w 1942 roku, posiadłość rodziny Wojtaszków przejął skarb państwa III Rzeszy, były tu mieszkania m.in. dentysty.
Po II wojnie światowej długie lata ciągnęły się sprawy majątkowe. Przejściowo swą własność odzyskali Wojtaszkowie, potem jednak cały majątek upaństwowiono. Sprawy własnościowe uregulowano dopiero w 1963 roku. W 1973 roku pałac w Czarnym Lesie objęła Rolnicza Spółdzielnia Produkcyjna „Przełom” z Lubszy, która prowadziła w pałacu dom wycieczkowy. W 1988 roku obiekt nabyła Spółdzielnia Inwalidów Era z Chorzowa. Odtąd w budynku funkcjonował Ośrodek Rehabilitacyjno-Wypoczynkowy „Dworek”. W 1999 roku spółka Era przeprowadziła generalny remont zabytku, który przekształcono w luksusowy czterogwiazdkowy hotel otwarty w 2003 roku. W pobliżu pałacu powstały również nowsze budynki o funkcjach restauracyjnych i noclegowych. Całość zabudowań otacza zadbany park z pięknymi stawami.
Fragment pałacu znajduje się w herbie miejscowości.

## Architektura
W rezultacie przekształcenia pałacu według projektu Rogera Sławskiego powstał budynek o cechach neobarokowych i neoklasycystycznych. Pałac jest murowany z cegły, otynkowany, założony na planie prostokąta, podpiwniczony, dwukondygnacyjny, z użytkowym poddaszem, przekryty dachem czterospadowym, z lukarnami i nowszymi świetlikami, pokryty  dachówką. Fasada jest jedenastoosiowa, z centralnym trzyosiowym ryzalitem, mieszczącym główne wejście poprzedzone gankiem kolumnowym podtrzymującym balkon. Ryzalit wieńczy szczyt o podziałach pilastrowych, ze spływami wolutowymi. Elewacje ozdabiają również gzymsy (międzykondygnacyjny i wieńczący) i nadokienniki. Układ wnętrz jest dwutraktowy z centralną sienią, mieszczącą klatkę schodową. Odnowione wnętrza wypełnione są antycznymi meblami i obrazami. W pałacu poza pokojami hotelowymi znajduje się sala konferencyjna, restauracja i winiarnia. W nowszym budynku wzniesionym przy rezydencji urządzono apartament utrzymany w stylu pałacyku myśliwskiego.